# Península inferior de Míchigan

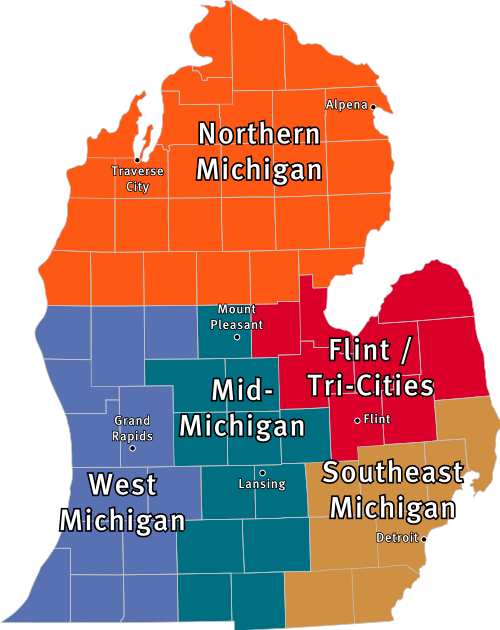
Mapa político de las regiones de la península.

La península inferior de Míchigan (Lower Peninsula of Michigan, en inglés), es una de las dos grandes penínsulas que forman el estado de Míchigan en los Estados Unidos (La otra es la Península superior de Míchigan). La península tiene una forma reconocible que muchas personas asocian con una manopla. Varios mitos  populares de la creación de la región se basan en esta semejanza para afirmar que la península es una copia de la mano de Paul Bunyan, un leñador gigante y personaje del folclore de Míchigan. 
La península tiene más de 9,5 millones de personas, o el 97 % de la población de Míchigan, que se concentran en la mitad sur de la península.
Es por ello que también se encuentran las ciudades más grandes del estado, incluyendo Detroit, Grand Rapids, Flint, Lansing, Battle Creek y Ann Arbor.
La mitad norte, cubierta de densos bosques, está escasamente poblada. Tiene una abundancia de vida silvestre, incluyendo al oso negro, el ciervo cola blanca, castores, coyotes, zorros, y una gran variedad de aves.
Así, tradicionalmente, se divide la península en 5 áreas principales:
- Central Michigan (también conocido como Mid-Michigan)
- Flint / Tri-Cities
- Northern Michigan
- Southeast Michigan
- West Michigan